# 西二線仮乗降場
西二線仮乗降場（にしにせんかりじょうこうじょう）は、かつて北海道斜里郡斜里町字以久科南にあった日本国有鉄道（国鉄）根北線の仮乗降場（局設定）である。

## 歴史
- 1958年（昭和33年）月日不詳：開業[1]。
- 1970年（昭和45年）12月1日：根北線廃線により廃止[1]。

## 駅構造
- 単式ホーム1面1線を持つ仮乗降場だったが、ホームは2ｍ程度の長さの踏み台のような簡素な構造で、駅名標や時刻表すらなかった[2]。

## 隣の駅
日本国有鉄道
根北線
以久科駅 -　西二線仮乗降場 - 下越川駅